# Тиршова улица
| Тиршова улица | Тиршова улица                                                       |
| ------------- | ------------------------------------------------------------------- |
|               |                                                                     |
| Названа по    | Мирослав Тирш                                                       |
| Општина       | Савски венац                                                        |
| Почетак       | Булевар ослобођења                                                  |
| Крај          | Улица Светозара Марковића                                           |
| Дужина        | 450 m                                                               |
| Стари називи  | - Мостарска - (1872-1896, deo) - Војводе Миленка - (1896-1933, deo) |
|               |                                                                     |
|               |                                                                     |

Тиршова улица у Београду, на Савском венцу, је добила име по Чеху Мирославу Тиршу (чеш. Miroslav Tyrš), оснивачу Соколског покрета. Дугачка је око 450 , налази се између Пастерове и Бирчанинове и паралена је са њима. Пружа се од Улице Светозара Марковића до Булевара ослобођења, где избија на Карађорђев парк и споменик вожду Карађорђу.
Улица је позната по томе што се у њој, на броју 10, налази Универзитетска дечја клиника, колоквијано позната као Тиршова. Такође, у Тиршовој 1 се налазе и Завод за информатику и статистику и градско јавно правобранилаштво, а на раскрсници са Делиградском улицом се налази зграда Старог Дифа, која је оригинално била зграда соколског друштва Матица.
У Земуну, постоји слично названа Улица Мирослава Тирша.